# ناحیه دون، شهرستان اوتر تیل، مینه سوتا
ناحیه دون (به انگلیسی: Dunn Township) یک منطقهٔ مسکونی در ایالات متحده آمریکا است که در شهرستان اوتر تیل، مینه‌سوتا واقع شده‌است.
 ناحیه دون ۹۴٫۹ کیلومتر مربع مساحت و ۸۵۵ نفر جمعیت دارد و ۴۰۴ متر بالاتر از سطح دریا واقع شده‌است.